# Sebastian Schwager
Sebastian Schwager, né le 4 janvier 1984 à Ansbach, est un coureur cycliste allemand. 

## Biographie
Après être devenu champion d'Allemagne espoirs en 2005, Sebastian Schwager remporte en 2006 le Mainfranken Tour avec l'équipe Thüringer Energie. En 2007, il signe un contrat de deux ans avec l'équipe ProTour italienne Milram.

## Palmarès
- 2001
  - 3e du Grand Prix Rüebliland
- 2002
  - 2eb étape du Tour de Toscane juniors
  - Cottbuser Bundesliga Etappenfahrt :
    - Classement général
    - 1re et 2e étapes

  - 2e étape du Trofeo Karlsberg
  - 2e du Trofeo Karlsberg
- 2005
  -  Champion d'Allemagne sur route espoirs
- 2006
  - Tour de Mainfranken :
    - Classement général
    - 1re étape

  - 3e de l'Erzgebirgsrundfahrt
  - 3e du championnat d'Allemagne sur route espoirs

## Résultats sur les grands tours

### Tour d'Espagne
1 participation 
- 2008 : 115e